# Aneflus maryannae
Aneflus maryannae là một loài bọ cánh cứng trong họ Cerambycidae.